# Захарьино (Ярославская область)
Захарьино — деревня в Даниловском районе Ярославской области. Входит в состав Середского сельского поселения, относится к Трофимовскому сельскому округу.

## География
Расположена в 17 км на юго-запад от центра поселения села Середа и в 46 км на юг от райцентра города Данилова.

## История
Близ деревни существовал погост Захарьино (Богослов). На погосте было два храма: один был построен в 1776 году, второй — в 1814 году подпоручиком Алексеем Давыдовым. В обоих храмах было пять престолов: Смоленской Божьей Матери, Святого Иоанна Богослова, святителя и Чудотворца Николая, Преображения Господня и Казанской Божьей Матери. 
В конце XIX — начале XX века деревня с погостом входила в состав Середской волости Даниловского уезда Ярославской губернии.
С 1929 года деревня входила в состав Мауринского сельсовета Даниловского района, в 1944 — 1959 годах — в составе Середского района, с 1954 года — в составе Трофимовского сельсовета, с 2005 года — в составе Середского сельского поселения.

## Население
| 1859 | 1914 | 2002 | 2007 | 2010 |
| ---- | ---- | ---- | ---- | ---- |
| 24   | ↘20  | ↘6   | ↘3   | →3   |

## Известные уроженцы
Кашников Андрей Фёдорович (1896—1957) — советский журналист, партийный и административный деятель. Ответственный редактор газеты «Марийская правда» (1935—1939), начальник Управления по делам искусств при Совнаркоме Марийской АССР (1939—1943), председатель Госплана Марийской АССР (1943—1947). Участник Первой мировой войны. Член ВКП(б) с 1922 года.